# Маріан Даймонд
Меріан Клівз Даймонд (англ. Marian Cleeves Diamond; 11 листопада 1926 — 25 липня 2017 ) — американська нейробіологиня. Вона та її команда були першими, хто опублікував докази того, що мозок може змінюватися з набуттям досвіду та покращуватися завдяки збагаченню, що зараз називається нейропластичністю. Меріан тривалий період працювала професоркою анатомії в Каліфорнійському університеті в Берклі.
Дослідження Даймонд мозку Альберта Ейнштейна сприяло розумінню ролі гліальних клітин у мозку. Інші опубліковані дослідження досліджували відмінності між корою головного мозку самців і самок щурів, зв'язок між позитивним мисленням і імунним здоров'ям, а також роль жінок у науці.

## Молодість і освіта
Народився в Глендейлі, штат Каліфорнія, у родині Монтегю Клівза та Рози Маріан Вамфлер Клівз як шоста й остання дитина в родині. Її батько був англійським лікарем, а мати — вчителем латинської мови в середній школі Берклі. Даймонд виросла в Ла-Кресчента, і разом зі своїми братами і сестрами вона навчалася неподалік від дому в гімназії Ла-Кресчента, у Середній школі Кларка і в Середній школі Глендейла. Перш ніж вступити до Каліфорнійського університету в Берклі, вона навчалася в Громадському коледжі Глендейла. У Берклі вона грала в теніс, заслуживши лист подяки.
У 1948 році в Берклі Даймонд отримала ступінь бакалавра. Після закінчення навчання вона провела літо в Університеті Осло. Повернувшись до аспірантури в Берклі, вона стала першою аспіранткою на кафедрі анатомії. Її докторська дисертація з анатомії людини під назвою «Функціональні взаємозв'язки гіпоталамуса та нейрогіпофіза» була опублікована в 1953 році. Навчаючись на ступінь доктора філософії, Даймонд також почала викладати, і ця пристрасть тривала навіть у її вісімдесят років.

## Академічна та наукова кар'єра
Протягом 1952—1953 років вона працювала науковою співробітницею у Гарвардському університеті. Вона стала першою жінкою-викладачкою наук Корнелльського університету, яка викладала біологію людини та порівняльну анатомію з 1955 по 1958 рік. У 1960 році вона повернулася до Каліфорнійського університету в Берклі на роль викладачки.
У ролі нейроанатома вона приєдналася до поточного дослідницького проекту з психологами Девідом Кречем, Марком Розенцвейгом і хіміком Едвардом Беннеттом. До 1964 року ця група отримала перші докази пластичності кори головного мозку ссавців на основі анатомічних вимірювань.
1965 року Каліфорнійський університет у Берклі запросив Даймонд на посаду доцента. Згодом вона стала повним професором і, нарешті, почесним професором до її смерті в 2017 році. У 1984 році Даймонд та її колеги мали доступ до достатньої кількості тканини мозку Альберта Ейнштейна, щоб зробити перший в історії її аналіз, а потім опублікувати свої дослідження. Стаття 1985 року «Про мозок вченого: Альберт Ейнштейн» викликала деякі суперечки в академічних колах щодо ролі гліальних клітин. Однак це також спричинило новий інтерес до нейроглії.
У 2010 році її лекції з інтегративної біології на YouTube були другим за популярністю курсом коледжу в світі.

### Внесок у нейропластичність
Маріан Даймонд була піонеркою в анатомічній нейронауці, чиї основні наукові досягнення назавжди змінили наше уявлення про людський мозок. Перші наукові докази анатомічної нейропластичності були отримані Даймонд на початку 1960-х років. На той час науковий консенсус полягав у тому, що природа людського мозку зумовлена генетикою і є незмінною та фіксованою. Даймонд показала, що структурні компоненти кори головного мозку можуть змінюватися під впливом збагаченого або збідненого середовища в будь-якому віці, від пренатального до глибокої старості. Її початковий анатомічний експеримент і повторні експерименти з молодими щурами показали, що кора головного мозку збагачених щурів була на 6 % товщою, ніж у збіднених щурів, що ґрунтується на різних видах раннього життєвого досвіду. Збагачена кора головного мозку демонструє більшу здатність до навчання, тоді як збіднена — меншу. Ці результати, що змінили парадигму, опубліковані в 1964 році, допомогли започаткувати сучасну нейронауку.
Даймонд продемонструвала, що структурна будова чоловічої та жіночої кори головного мозку суттєво відрізняється і може змінюватися за відсутності статевих стероїдних гормонів.
Її дослідницька група встановила, що дорсальна латеральна лобова кора головного мозку є двосторонньо дефіцитною в імунодефіцитних мишей і може бути відновлена за допомогою трансплантації тимусу. У людей когнітивна стимуляція збільшує кількість циркулюючих CD4-позитивних Т-лімфоцитів, що підтверджує ідею про те, що імунітет можна добровільно модулювати, іншими словами, що позитивне мислення може впливати на імунну систему.

### Дослідження мозку Альберта Ейнштейна
На початку 1984 року від Томаса Штольца Гарві Даймонд отримала чотири блоки збереженого мозку Альберта Ейнштейна. Гарві, патологоанатом Прінстонського госпіталю на момент смерті Ейнштейна, видалив мозок Ейнштейна під час розтину в 1955 році та зберіг його у особистому володінні. Той факт, що мозкова тканина Ейнштейна вже була вбудована в целоїдин, коли лабораторія Даймонд отримала її, означав, що їхній вибір методів дослідження буде дещо обмеженим.
Її дослідницька група змогла успішно проаналізувати верхню префронтальну (ділянка 9) і нижню тім'яну (ділянка 39) асоціативні кори лівої і правої півкуль мозку Ейнштейна і порівняти результати з ідентичними ділянками в контрольній базі з 11 збережених мозків людей, чоловіків. З попереднього аналізу одинадцяти контрольних мізків її лабораторія дізналася, що лобова кора дійсно має більше гліальних клітин на нейрон, ніж тім'яна кора. Після багатьох років досліджень Маріан Даймонд та її команда отримали дані, які доводили, що в мозку щурів гліальні клітини збільшуються в умовах збагачення, але не збільшуються з віком. Даймонд та її колеги виявили, що велика різниця у всіх чотирьох областях була в клітинах, які не є нейронами. У Ейнштейна було більше гліальних клітин на нейрон, ніж у середньому в мозку чоловіків контрольної групи. Важливо, що найбільша різниця була виявлена в ділянці 39 лівої півкулі мозку Ейнштейна, де збільшення кількості гліальних клітин на нейрон було статистично достовірно більшим, ніж у контрольному мозку. Для отримання цих результатів були об'єднані гліальні клітини астроцитів і олігодендроцитів .

## Особисте життя
1950 року Меріан одружилася з Річардом Мартіном Даймондом. У них було четверо дітей: Кетрін Тереза (1953), Річард Клівз (1955), Джефф Барджа (1958) і Енн (1962). Подружжя розлучилося 1979 року. Пізніше в 1982 році Мері одружилася з Арнольдом Бернардом Шайбелем, професором нейронаук Каліфорнійського університету в Лос-Анджелесі.

## Вибрані видання
Протягом своєї академічної та наукової діяльності вона опублікувала численні наукові статті та розділи книг. Найпопулярнішими є:
- Mohammed, A. H., Zhu, S. W., Darmopil, S., Hjerling-Leffler, J., Ernfors, P., Winblad, B., … & Bogdanovic, N. (2002). Environmental enrichment and the brain. In Progress in brain research (Vol. 138, pp. 109–133). Elsevier.[20]
- Diamond, M. C. (2001). Response of the brain to enrichment. Anais da Academia Brasileira de Ciências, 73(2), 211—220.[15]
- Diamond, M. C. (1990). An optimistic view of the aging brain. In Biomedical advances in aging (pp. 441–449). Springer, Boston, MA.[21]
- Diamond, M. C., Scheibel, A. B., Murphy Jr, G. M., & Harvey, T. (1985). On the brain of a scientist: Albert Einstein. Experimental neurology, 88(1), 198—204.[13]
- Globus, A., Rosenzweig, M. R., Bennett, E. L., & Diamond, M. C. (1973). Effects of differential experience on dendritic spine counts in rat cerebral cortex. Journal of comparative and physiological psychology, 82(2), 175.[22]
- Diamond, M. C., Law, F., Rhodes, H., Lindner, B., Rosenzweig, M. R., Krech, D., & Bennett, E. L. (1966). Increases in cortical depth and glia numbers in rats subjected to enriched environment. Journal of Comparative Neurology, 128(1), 117—125.[23]
- Diamond, M. C., Krech, D., & Rosenzweig, M. R. (1964). The effects of an enriched environment on the histology of the rat cerebral cortex. Journal of Comparative Neurology, 123(1), 111—119.[10]
- Bennett, E. L., Diamond, M. C., Krech, D., & Rosenzweig, M. R. (1964). Chemical and anatomical plasticity of brain. Science, 146(3644), 610—619.[11]
- Rosenzweig, M. R., Krech, D., Bennett, E. L., & Diamond, M. C. (1962). Effects of environmental complexity and training on brain chemistry and anatomy: a replication and extension. Journal of comparative and physiological psychology, 55(4), 429.[24]

### Книги
У 1985 році вона стала співавторкою книжки-розмальовки під назвою «Розмальовка про людський мозок» . Пізніше в 1988 році вона опублікувала книгу «Збагачення спадковості: вплив навколишнього середовища на анатомію мозку». У 1998 році вона стала співавторкою книги під назвою «Чарівні дерева розуму: як розвивати інтелект, креативність і здорові емоції вашої дитини від народження до підліткового віку».

## Нагороди
Її робота та наукова кар'єра неодноразово були відзначені нагородами кількох національних та міжнародних установ.
- Лауреатка Національної золотої медалі та нагороди «Професор року в Каліфорнії». Надається Радою з розвитку та підтримки освіти (Вашингтон, округ Колумбія)
- Нагорода Каліфорнійської асоціації біомедичних досліджень за видатні заслуги.
- Випускниця року. Нагороджується Каліфорнійською асоціацією випускників.
- Присутність у Залі слави San Francisco Chronicle.
- Медаль університету. Університет Зулія (Маракайбо, Венесуела).
- Бразильська золота медаль пошани.
- Нагорода Бенджаміна Іде Вілера за заслуги.
- Видатна старша жінка-науковиця Америки. Нагороджена Американською асоціацією жінок з вищою освітою (1997).
- Нагорода Кларка Керра. Нагороджена за видатне лідерство у вищій освіті (2012).[27]
- Нагорода факультету випускників International House (2016).
- Меморіальна премія Паоли С. Тімірас за дослідження старіння. Нагороджена Центром досліджень та освіти в галузі старіння (CREA) у 2016 році.[28]

## Документальний фільм

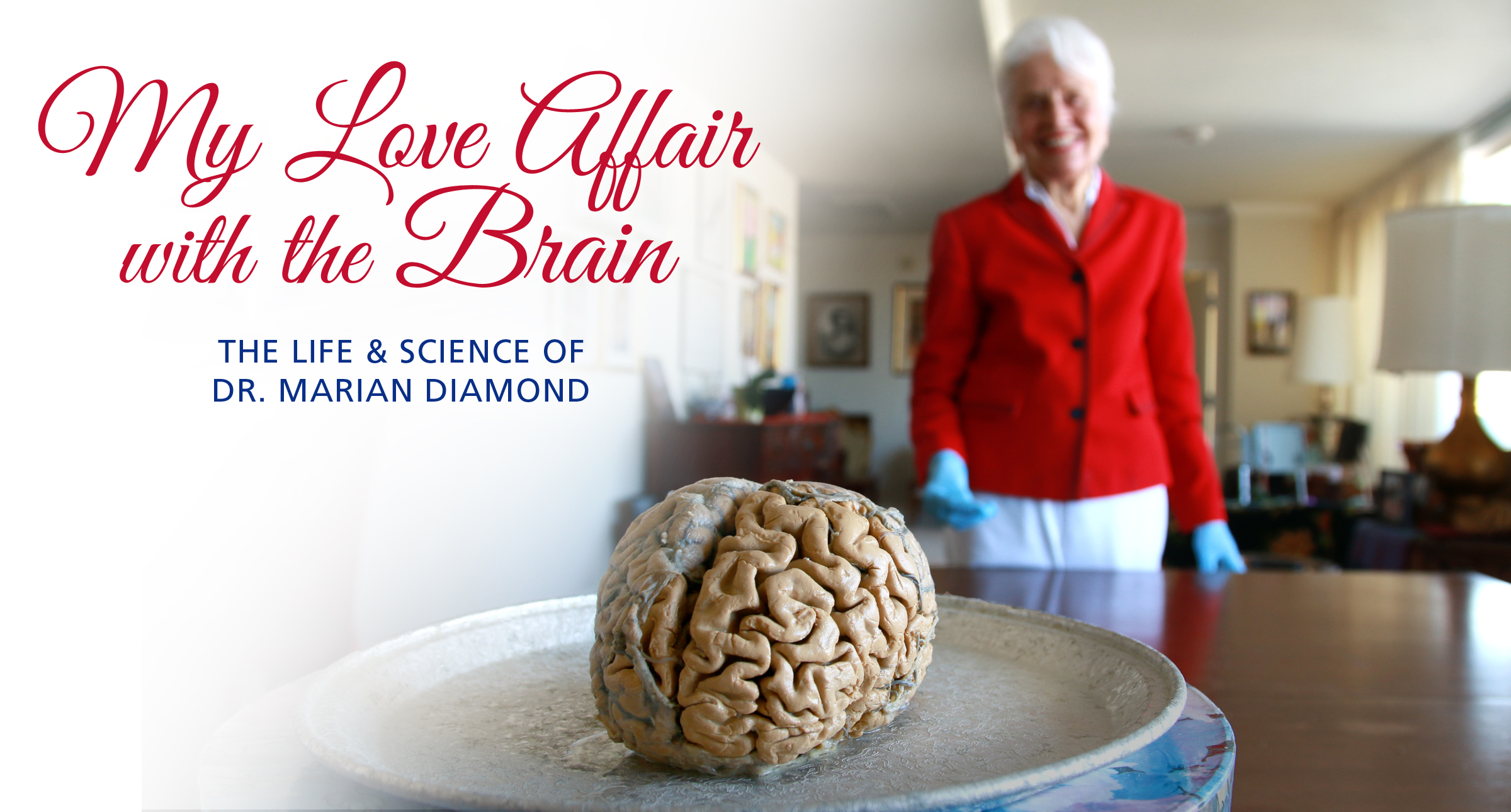
Постер документального фільму «Мій роман з мозком» доктора Меріан Даймонд.

Мій роман з мозком: Життя і наука доктора Маріан Даймонд — документальний фільм про життя Маріан Даймонд як жінки-першовідкривача науки, її допитливість і пристрасть до людського мозку, а також її дослідження і любов до викладання. Продюсерки-режисерки Кетрін Райан і Гарі Ваймберг з Luna Productions супроводжували докторку Даймонд своїми камерами протягом останніх п'яти років її наукової та викладацької кар'єри. Документальний фільм озвучила нейробіологиня та акторка Маїм Бялік.

Початковою сценою фільму є доктор Даймонд із її характерним викладацьким рухом: відкриваючи квітчасту капелюшну коробку, щоб відкрити збережений людський мозок, який вона потім тримає в руці, перераховуючи один зі своїх улюблених афоризмів про оцінку мозку, як-от:
Мозок — це трикілограмова маса, яку ви можете тримати в руці, і яка здатна вмістити всесвіт у сто мільярдів світлових років у поперек.

### Номінації та нагороди
«Мій роман з мозком» транслювався на PBS. Його неодноразово номінували та нагороджували.
- 2018: Премія «Еммі» за видатний науково-технічний документальний фільм.
- 2017: PRIX ADAV за найкращий навчальний фільм року. Приз, присуджений на Pariscience Festival International du Film Scientifque.[37]
- 2017: Золота нагорода Kavli-AAAS Science Journalism за найкращий науково-документальний фільм.[38]
- Документальний фільм увійшов до списку найкращих наукових фільмів за версією Science Books & Film.
- 2017: Приз глядацьких симпатій за найкращий документальний фільм. Нагороджений на кінофестивалі в Дуранго.[39]
- 2016: Приз глядацьких симпатій. Показ на міжнародному кінофестивалі Fest-RiverRun.[40]
- 2016: Найкращий повнометражний фільм. Присуджено на кінофестивалі Американської психологічної асоціації.
- Кращий документальний фільм. Отримано на кінофестивалі Indigo Moon і на кінофестивалі High Falls у Нью-Йорку.
- Приз «Улюбленець глядацьких симпатій». Показ на кінофестивалі Mill Valley у Каліфорнії.